# Dod Procter
Dod Procter, nascida Doris Margaret Shaw, (1890–1972) foi uma famosa artista inglesa do início do século XX, mais conhecida por paisagens impressionistas e delicados "estudos quase esculturais de sujeitos femininos solitários". Seu retrato sensual, Morning, da filha de um pescador em Newlyn, causou sensação. Foi comprado para o público pelo Daily Mail em 1927.